# Coloradoa campestrella
Coloradoa campestrella är en insektsart som beskrevs av Ossiannilsson 1959. Coloradoa campestrella ingår i släktet Coloradoa och familjen långrörsbladlöss. Arten är reproducerande i Sverige. Inga underarter finns listade i Catalogue of Life.